# Jade Neilsen
Jade Neilsen (Gold Coast, 24 luglio 1991) è una nuotatrice australiana.

## Carriera
Ha fatto parte, anche se solo in batteria, della staffetta che ha vinto la medaglia d'argento nella 4x200m stile libero alle Olimpiadi di Londra 2012.

## Palmarès
- Giochi Olimpici

Londra 2012: argento nella 4x200m sl.
- Mondiali

Shanghai 2011: argento nella 4x200m sl.
- Mondiali in vasca corta

Dubai 2010: argento nella 4x200m sl.